# ريان مكستاي
ريان مكستاي (بالإنجليزية: Ryan McStay)‏ هو لاعب كرة قدم بريطاني في مركز الوسط، ولد في 4 ديسمبر 1985 في بلزهيل ‏ في المملكة المتحدة. لعب مع بورتاداون وكوين أوف ساوث ونادي آير يونايتد ونادي ألبيون روفرز ونادي بارتيك ثيسل ونادي دمبرتون ونادي فالكيرك.

## وصلات خارجية
- ريان مكستاي على موقع قاعدة بيانات كرة القدم.إي يو (الإنجليزية)
- ريان مكستاي على موقع Soccerbase.com (لاعب) (الإنجليزية)